# Screamer
Screamer — гоночная видеоигра для операционных систем, совместимых с MS-DOS. В игре используются смоделированные с полигонами и текстурами трассы и автомобили. Некоторые элементы схожи с Ridge Racer от Namco 1993 года выпуска. Продолжение, Screamer 2, было выпущено в 1996 году.
GOG.com выпустил эмулированную версию для Windows в 2009 году и Mac OS X в 2012 году.

## Разработка
В игре используется программный рендеринг, в отличие от трех сиквелов Screamer 2, Screamer Rally и Screamer 4x4, в которых использовались аппаратные ускорения (в случае Screamer 2, после выхода патча). В результате Screamer стала одной из первых игр, для работы которой на полной скорости требовался процессор Pentium, особенно в режиме SVGA. Специальная версия с ускорением 3D была доступна с видеокартой Number Nine Reality 332FX, в которой использовался чипсет S3 ViRGE.
Музыка к игре была написана Аллистером Бримблом.

## Отзывы
Критики журнала Maximum похвалили игру за высокую скорость, плавную графику, широкий выбор транспорта и игровых режимов. Журнал отметил, что управляемые компьютером противники следуют строго заданному курсу и могут на полной скорости врезаться в игрока вместо того, чтобы его объехать, но не посчитал это недостатком игры. Он оценил игру в 5 звёзд из 5. Рецензент Next Generation также остался доволен графикой, выбором транспортных средств и режимов. Он похвалил игру за низкий порог вхождения, который, в отличие от большинства гоночных игр, позволяет игроку сразу же приступить к игре, не озадачиваясь изучением технических аспектов автомобиля, однако посчитал игру слишком упрощённой. Он поставил оценку 4 из 5, заключив: «в игре не так много всего, но графика, геймплей и широкий выбор автомобилей с различными характеристиками делает её вполне достойной внимания».
Редакция журнала Computer Games Magazine номинировала Screamer на звание лучшей гоночной игры 2001 года, однако награда ушла NASCAR Racing 4.
Реклама игры, на которой изображены обгоревшие обломки автомобиля со слоганом «Каждое Рождество на дорогах полно сумасшедших. Присоединяйтесь к ним», вызвала общественный резонанс.